# جانيس لورد
جانيس مارجوري لورد أكاديمية نيوزيلندية ، عالمة بيولوجيا تطورية نباتية ، واعتبارًا من عام 2020 أصبحت أستاذًا مشاركًا في جامعة أوتاجو ، حيث تعمل كمنسقة لمعشبة أوتاجو الإقليمية.

## التاريخ الاكاديمي
بعد الدكتوراه بعنوان علم البيئة التطوري لـ Festuca novae-zelandiae في منتصف كانتربري ، نيوزيلندا ، تم تقديمها إلى جامعة كانتربري في عام 1992 ، انتقلت لورد إلى قسم علم النبات في جامعة أوتاجو ، حيث تعمل أستاذًا مشاركًا.
يركز بحث لورد على كيفية تشكيل الحيوانات النيوزيلندية للنباتات النباتية من خلال أنظمة التلقيح وانتشار الفاكهة. عملت بشكل خاص على مجتمعات نباتات جبال الألب ، ولكنها نشرت أيضًا منشورات عن أعشاب ضخمة تحت القطب الجنوبي ، واستخدام المعرفة التقليدية للنباتات المحلية في علم النبات. وهي مهتمة أيضًا بالنباتات الفطرية من أجل الاستعادة البيئية ، وعزل الكربون بواسطة النباتات المحلية. وهي باحثة رئيسية في مشروع مليار شجرة ، وهي جزء من شبكة تغير المناخ في أوتاجو.
حصلت لورد على جائزة Leonard Cockayne Lecture في عام 2015 ؛ كانت ثاني متلقية فقط بعد فوز لوسي مور بالجائزة الأولى في عام 1965. ألقت لورد محاضراتها عن نباتات المنطقة القطبية الجنوبية.
في عام 2017 ، ظهرت لورد كواحدة من 150 امرأة في الجمعية الملكية Te Apārangi's والقت خطاب ب150 كلمة ، احتفالًا بإسهامات النساء في المعرفة في نيوزيلندا.

## أعمالها
- Janice Lord; David Norton (Jun 1990). "Scale and the Spatial Concept of Fragmentation". Conservation Biology (بالإنجليزية). 4 (2): 197–202. DOI:10.1111/J.1523-1739.1990.TB00109.X. ISSN:0888-8892. QID:Q63601674.
- Janice Lord; Mark Westoby; Michelle Leishman (Sep 1995). "Seed Size and Phylogeny in Six Temperate Floras: Constraints, Niche Conservatism, and Adaptation". The American Naturalist (بالإنجليزية). 146 (3): 349–364. DOI:10.1086/285804. ISSN:0003-0147. QID:Q57046510.
- Diane R Campbell; Janice Lord; Alastair W. Robertson (8 Dec 2011). "Where have all the blue flowers gone: pollinator responses and selection on flower colour in New Zealand Wahlenbergia albomarginata". Journal of Evolutionary Biology (بالإنجليزية). 25 (2): 352–364. DOI:10.1111/J.1420-9101.2011.02430.X. ISSN:1010-061X. PMID:22151952. QID:Q38435639.
- J. M. Lord, Have frugivores influenced the evolution of fruit traits in New Zealand? (بالإنجليزية), pp. 55–68, DOI:10.1079/9780851995250.0055, QID:Q63601510
- Janice Lord; Michelle Leishman; Mark Westoby (Jan 1997). "Larger seeds in tropical floras: consistent patterns independent of growth form and dispersal mode". Journal of Biogeography (بالإنجليزية). 24 (2): 205–211. DOI:10.1046/J.1365-2699.1997.00126.X. ISSN:0305-0270. QID:Q57046499.
- Janice Lord (Aug 2004). "Frugivore gape size and the evolution of fruit size and shape in southern hemisphere floras". Austral Ecology (بالإنجليزية). 29 (4): 430–436. DOI:10.1111/J.1442-9993.2004.01382.X. ISSN:1442-9985. QID:Q63601496.

## روابط خارجية
- جانيس لورد منشورات مفهرسة من قبل جوجل سكولار
- بودكاست 2016 من سلسلة BBC "Planet Earth II" تظهر لورد وهي تتحدث عن اهتمامها بالأعشاب الضخمة تحت القطب الجنوبي.